# Los seis Napoleones
Los seis Napoleones es uno de los 56 relatos cortos sobre Sherlock Holmes escrito por Arthur Conan Doyle. Fue publicado originalmente en The Strand Magazine y posteriormente recogido en la colección El regreso de Sherlock Holmes.

## Argumento
Nadie mejor que el Napoleón de los detectives para aclarar un extraño caso relacionado con seis bustos de yeso del emperador francés. Lo que empieza aparentemente como la diversión de un loco obsesionado con Napoleón I, tal como declara el inspector Lestrade, da un giro dramático cuando Horace Harker, propietario de uno de los bustos destruidos, descubre en la escalinata de su casa el cadáver del mafioso Pietro Venucci. Holmes  se hace cargo de la investigación y descubre rápidamente los verdaderos motivos del aparente lunático. La "idée fixe" por la que, según Watson, el agresor destruye los bustos de Napoleón, resulta ser la búsqueda de una perla negra perteneciente a los Borgia y que el criminal -el malvado Beppo- había escondido en uno de los bustos, tras habérsela robado al príncipe de Colonna.
La duda final, si no conociésemos la honorabilidad de Holmes, sería si la perla entra definitivamente o sólo temporalmente en la caja fuerte de Holmes, ya que el detective no menciona la intención de devolvérsela a su propietario ni se la entrega al inspector Lestrade. Cierto ya que lo que relata Watson es que Holmes estaba tan emocionado que ni siquiera se molestó en devolver la perla.